# Тождество Брахмагупты — Фибоначчи
Тождество Брахмагупты — Фибоначчи, называемое также тождеством Брахмагупты или тождеством Диофанта — алгебраическое тождество, показывающее, как произведение двух сумм квадратов можно представить в виде суммы квадратов (причём двумя способами):
{\displaystyle {\begin{aligned}\left(a^{2}+b^{2}\right)\left(c^{2}+d^{2}\right)&{}=\left(ac-bd\right)^{2}+\left(ad+bc\right)^{2}&&(1)\\&{}=\left(ac+bd\right)^{2}+\left(ad-bc\right)^{2}.&&(2)\end{aligned}}}
В терминах общей алгебры, это тождество, в частности, означает, что множество всех сумм двух квадратов замкнуто относительно умножения.
Пример: {\displaystyle (1^{2}+4^{2})(2^{2}+7^{2})=26^{2}+15^{2}=30^{2}+1^{2}.}

## История
Впервые данное тождество было опубликовано в III веке н. э. Диофантом Александрийским в трактате «Арифметика» (книга III, теорема 19). Индийский математик и астроном Брахмагупта в VI веке, вероятно, независимо открыл и несколько обобщил тождество, добавив произвольный параметр {\displaystyle n}:
{\displaystyle {\begin{aligned}\left(a^{2}+nb^{2}\right)\left(c^{2}+nd^{2}\right)&{}=\left(ac-nbd\right)^{2}+n\left(ad+bc\right)^{2}&&(3)\\&{}=\left(ac+nbd\right)^{2}+n\left(ad-bc\right)^{2}.&&(4)\end{aligned}}}
Брахмагупта описал тождество в трактате «Брахма-спхута-сиддханта» («Усовершенствованное учение Брахмы», 628 год) и использовал для решения уравнения Пелля (ниже)
В Европе тождество впервые появилось в «Книге квадратов» (Liber quadratorum) Фибоначчи (1225 год).

## Комплексное представление
Пусть {\displaystyle a+bi,c+di} — комплексные числа. Тогда тождество Брахмагупты — Фибоначчи равносильно мультипликативному свойству комплексного модуля:
{\displaystyle |a+bi|\cdot |c+di|=|(a+bi)(c+di)|.}
В самом деле, возведя обе части в квадрат, получаем:
{\displaystyle |a+bi|^{2}\cdot |c+di|^{2}=|(ac-bd)+i(ad+bc)|^{2},}
или согласно определению модуля:
{\displaystyle (a^{2}+b^{2})\cdot (c^{2}+d^{2})=(ac-bd)^{2}+(ad+bc)^{2}.}

## Применения

### Решение уравнения Пелля
Как уже говорилось выше, Брахмагупта применял своё тождество (3), (4) при решении уравнения Пелля:
{\displaystyle x^{2}-ny^{2}=1,}
где {\displaystyle n} — натуральное число, не являющееся квадратом. Брахмагупта сначала подбирал начальное решение уравнения, затем записывал тождество в следующем виде:
{\displaystyle (x_{1}^{2}-Ay_{1}^{2})(x_{2}^{2}-Ay_{2}^{2})=(x_{1}x_{2}+Ay_{1}y_{2})^{2}-A(x_{1}y_{2}+x_{2}y_{1})^{2},}
Отсюда видно, что если тройки {\displaystyle x_{1},y_{1},k_{1}} и {\displaystyle x_{2},y_{2},k_{2}} образуют решение уравнения x2 − Ay2 = k, то можно найти ещё одну тройку
{\displaystyle (x_{1}x_{2}+Ay_{1}y_{2}\,,\,x_{1}y_{2}+x_{2}y_{1}\,,\,k_{1}k_{2})}
и т. д., получая бесконечный ряд решений.
Общий метод решения уравнения Пелля, опубликованный в 1150 году Бхаскарой II (метод «чакравала»), также опирается на тождество Брахмагупты.

### Разложение целого числа на сумму двух квадратов
В сочетании с теоремой Ферма — Эйлера, тождество Брахмагупты — Фибоначчи показывает, что произведение квадрата целого числа на любое количество простых чисел вида {\displaystyle 4m+1} представимо в виде суммы квадратов.

## Вариации и обобщения
Изначально тождество применялось к целым числам, однако оно справедливо в любом коммутативном кольце или в поле, например, в кольце многочленов или в поле комплексных чисел.
Тождество Брахмагупты — Фибоначчи представляет собой частный случай тождества четырёх квадратов Эйлера или тождества Лагранжа (теория чисел). Тождество четырёх квадратов применимо также к кватернионам, а аналогичное тождество восьми квадратов — к октонионам.